# Gemeentekieswet
De Gemeentekieswet, gecoördineerd bij koninklijk besluit van 4 augustus 1932, is een Belgische wet die de verkiezing van de leden van Belgische gemeenteraden regelt of regelde. Het basisdocument (waarop alle overige kieswetten in België (voor lagere overheden) gebaseerd zijn) voor de Gemeentekieswet is de Algemene kieswet (zie Federale kieswet). De gemeentekieswet gold op het grondgebied van fusiestad Groot-Antwerpen niet alleen voor de verkiezing van de gemeenteraadsleden maar ook van de leden van de districtsraden.
De drie gewesten zijn sedert het Lambermontakkoord (2001) bevoegd voor de organisatie van de gemeente- en provincieraadsverkiezingen.
- Voor het Vlaams Gewest werd deze wet opgeheven door het Lokaal en Provinciaal Kiesdecreet van 8 juli 2011, met uitzondering van een aantal bepalingen die betrekking hebben op de gemeenten van het Brusselse Hoofdstedelijke Gewest, Voeren en Komen-Waasten of de zes randgemeenten met faciliteiten.
- In het Brussels Hoofdstedelijk Gewest wordt de Gemeentekieswet nog rechtstreeks gehanteerd, waardoor ze tegenwoordig ook aangeduid wordt als het Brussels Gemeentekieswetboek.
- Voor het Waals Gewest werd de wetgeving in 2004 gecoördineerd in een Code de la démocratie locale et de la décentralisation.
- In de Duitstalige Gemeenschap werd het Waalse decreet vertaald naar de Kodex der lokalen Demokratie und der Dezentralisierung en aangepast met eigen regels.

## Stemgerechtigde kiezers
Net zoals bij de Federale kieswet is het universeel enkelvoudig stemrecht van toepassing: elk volwassen kiesgerechtigde persoon (man of vrouw) van de Belgische nationaliteit heeft een stem. Men is stemgerechtigd vanaf de leeftijd van 18 jaar en men kan zich vanaf de leeftijd van 18 jaar kandidaat stellen om verkozen te worden in een regionaal parlement.
Ook bij deze verkiezingen is er kiesplicht.
Er is slechts een beperkt aantal uitzonderingen op het recht om te stemmen voorzien door de Algemene kieswet.
In de Gemeentekieswet is een aantal afwijkingen ten opzichte van de algemene principes opgenomen:
- Een kiesgerechtigde persoon voldoet aan de volgende voorwaarden volgens Art 1 van de Gemeentekieswet:
  - 1° Belg zijn;
  - 2° de volle leeftijd van achttien jaar hebben bereikt;
  - 3° in de bevolkingsregisters van de gemeente ingeschreven zijn;
  - 4° zich niet bevinden in een van de gevallen van uitsluiting of schorsing bepaald door het Kieswetboek.

Inwoners met een andere dan de Belgische nationaliteit die vijf jaar ononderbroken hun (wettelijke) hoofdverblijfplaats in België hebben kunnen deelnemen aan de verkiezingen als kiezer:
- Art 1bis zegt dat onderdanen van de andere lidstaten van de Europese Unie (die, behalve wat betreft de nationaliteit, voldoen aan de andere kiesbevoegdheidsvoorwaarden) bij hun gemeentelijke administratie schriftelijk hun wil te kennen kunnen geven om hun stemrecht in België uit te oefenen en worden ingeschreven op de kiezerslijst;
- de burgers met een andere nationaliteit (andere dan de overige lidstaten van de Europese Unie) kunnen bij hun gemeentelijke administratie schriftelijk hun wil te kennen hebben gegeven om hun stemrecht in België uit te oefenen en moeten daartoe een verklaring afleveren waarin zij zich ertoe verbinden de Grondwet, de wetten van het Belgische volk en het Verdrag tot bescherming van de rechten van de mens en de fundamentele vrijheden na te leven, waarna ze worden ingeschreven op de kiezerslijst.

Eenmaal men zich heeft ingeschreven in de kiezerslijst blijft men kiezer, tot men de wil te kennen geeft af te zien van dit stemrecht, men verhuist of zou worden uitgesloten.

## Organisatie
1. De kiezerslijsten worden opgesteld door het college van Burgemeester en Schepenen, (een taak die meestal wordt toegewezen aan de ambtenaren van burgerlijke stand, die ook verantwoordelijk zijn voor de bevolkingsregisters, en het administreren van geboorten, huwelijken en overlijdens, en de toegang tot het centraal strafregister)
2. In de Gemeentekieswet staat: "De gewone vergadering van de kiezers voor de vernieuwing van de gemeenteraden heeft van rechtswege plaats om de zes jaar, op de tweede zondag van oktober."

- - Even terzijde: het is opmerkelijk met welke bewoording dat de verkiezingen worden beschreven als een "vergadering van de kiezers", alsof het een soort algemene vergadering betrof (dit kan te wijten zijn aan de gebrekkige vertaling van 1932, maar de Franse tekst biedt geen uitsluitsel en kan ook op deze manier gelezen worden), moderne verkiezingen zijn niet echt een vergadering maar een individuele keuze in een kieshokje.

De gewone verkiezingen worden dus elke zes jaar gehouden de tweede zondag van oktober, maar er kunnen ook buitengewone verkiezingen worden georganiseerd als er opgevallen mandaten moeten worden ingevuld.
1. Voor de Gemeenteraad is elke gemeente 1 kieskring mogelijk onderverdeeld in verschillende stemafdelingen. In elke kieskring is wordt een hoofdstem- en hoofdstemopnemingsbureau geïnstalleerd.
  1. In de hoofdplaats van een arrondissement wordt het hoofd kiesbureau voorgezeten door de voorzitter van de Rechtbank van Eerste Aanleg, in de hoofdplaats van een kanton door de Vrederechter, de vrederechter duidt de voorzitters aan van de bureaus in andere gemeenten. Elk stem of stemopnemingsbureau wordt samengesteld uit een voorzitter, eventueel een plaatsvervangende voorzitter, vier bijzitters, vier plaatsvervangende bijzitters en een secretaris.
  2. Indien de bijzitters en de plaatsvervangende bijzitters niet aanwezig zijn op het uur dat voor het begin van de stemming is bepaald, vult de voorzitter het stembureau ambtshalve aan met aanwezige kiezers die aan de gestelde vereisten voldoen.
  3. In de vergaderzalen van de kiesbureaus en in de stemlokalen mag niemand zich gewapend aanbieden, er mogen ook geen gewapende machten (militairen, politieagenten enz..) in de buurt van stemlokalen worden opgesteld tenzij die worden opgevorderd door de voorzitter van het bureau.
  4. behoudens de kiezers de leden van het kiesbureau of personen die de toelating hebben van de voorzitter mogen er zich geen vreemde personen in het stemlokaal bevinden.
  5. personen die zich in het stemlokaal bevinden mogen geen blijken geven van goedkeuring of van hun politieke voorkeuren.

1. partijen kandidaten en lijsten
  1. voordrachten van kandidaten gebeuren bij de voorzitter van de kieskring en moeten ondertekend worden, hetzij door ten minste twee aftredende gemeenteraadsleden, hetzij:

1° in de gemeenten van 20.000 inwoners en meer, door ten minste 100 gemeenteraadskiezers;
2° in die van 10.000 tot 20.000 inwoners door ten minste 50 gemeenteraadskiezers;
3° in die van 5.000 tot 10.000 inwoners door ten minste 30 gemeenteraadskiezers;
4° in die van 2.000 tot 5.000 inwoners door ten minste 20 gemeenteraadskiezers;
5° in die van 500 tot 2.000 inwoners door ten minste 10 gemeenteraadskiezers;
6° in die van minder dan 500 inwoners door ten minste 5 gemeenteraadskiezers.
1. 1. In de gemeenten van het Brusselse Hoofdstedelijk Gewest kan in de voordrachten melding worden gemaakt van de taalaanhorigheid van de kandidaten
  2. de partijen worden nummers toegekend door loting

1. stemverrichtingen
  1. de algemene kieswet bepaalt hoe een kieslokaal er moet uitzien
  2. kandidaten kunnen getuigen aanwijzen om de kiesverrichtingen in de stem- of stemopnemingsbureaus te volgen.
  3. kiezers worden toegelaten van 8-13 uur (tot 15 uur) voor geautomatiseerde kiesbureaus
  4. kiezers moeten hun identiteitskaart en oproepingsbrief (eventueel ook een volmacht) meebrengen (maar de voorzitter mag kiezers toelaten te stemmen als aan de hand van hun identiteitskaart komt vast te staan dat zij kiesgerechtigd zijn).
  5. personen met een handicap mogen zich door iemand naar het stemhokje laten begeleiden. Personen met een gezichtsbeperking, mogen een assistentiehond meenemen.

1. geldig stemmen
  1. kan door een lijststem (boven de lijst) een naamstem (bij een kandidaat) of meerdere naamstemmen (bij kandidaten van eenzelfde lijst), in het geval dat een lijststem wordt gecombineerd met een of meer naamstemmen (binnen dezelfde lijst)wordt geen rekening gehouden met de lijststem,
  2. het aanbrengen van lijststemmen of naamstemmen bij kandidaten van verschillende lijsten (het zogenaamde panacheren) is verboden, en ook het aanbrengen van merktekens (met de duidelijke bedoeling het stembiljet herkenbaar te maken) op het stembiljet maakt het stembiljet ongeldig; indien dit accidenteel gebeurt, kan de kiezer een nieuw stembiljet vragen aan de voorzitter, die het beschadigde biljet vernietigt.

1. tellen van de stemmen
  1. gebeurt in de zogenaamde stemopnemingsbureaus, een bureau telt maximaal 2400 stemmen.
  2. eerst telt men het totaal aantal stembiljetten
  3. dan verdeelt men de stemmen per lijst (lijststemmen en naamstemmen), twijfelachtige en blanco stemmen
  4. dan beoordeelt men de twijfelachtige stemmen in geldig of ongeldig (ongeldige stemmen zijn: andere stembiljetten, stembiljetten met meer dan 1 lijststem of naamstemmen voor kandidaten van verschillende lijsten of een lijststem en een of meer naamstemmen voor kandidaten van een andere lijst, stembiljetten waarvan de vorm werd veranderd (hoekje afgescheurd), of die een papier of voorwerp bevatten of waarop een merkteken teken is aangebracht dat de kiezer herkenbaar moet maken).
  5. dan telt men blanco en ongeldige stembiljetten, en het aantal stembiljetten per lijst (dat wil zeggen ongeacht of het om een lijststem gaat of een of meerdere naamstemmen); het aantal stembiljetten per lijst is het totaal aantal stemmen dat uitgebracht werd voor die lijst en dat bepaalt de zetelverdeling per lijst.
  6. dan telt men per lijst de stemmen per kandidaat.

### Zetelverdeling volgens lijsten
- dan wordt het aantal stembiljetten per lijst gebruikt om met een variant van de Methode-Imperiali de zetelverdeling per lijst op te maken; sommige bronnen melden dat "de methode Imperiali in België wordt gebruikt voor de gemeenteraadsverkiezingen", maar dat is niet geheel correct. Als men er de Gemeentekieswet op naleest gebruikt men wel een variant van dit systeem waarbij de helft van de gebruikte gehele delers(groter dan 1) wordt gebruikt m.a.w de delers komen uit de volgende lineaire reeks: (2/2, 3/2, 4/2, 5/2, 6/2, 7/2, 8/2, 9/2enz ... ) of zoals in de wet beschreven ( 1; 1 ½; 2; 2 ½; 3; 3 ½; 4; 4 ½; enz... )[2]

### Zetelverdeling volgens kandidaten
Aan de hand van de zetelverdeling per lijst worden nu de zetels toegekend aan de kandidaten.
In het andere geval worden de zetels toegekend aan de kandidaten in volgorde van het aantal behaalde voorkeurstemmen (anders in volgorde van voordracht).
De volgorde van de opvolgers wordt op dezelfde wijze bepaald (hetgeen van belang is voor het opvolgen van kandidaten die hun mandaat niet opnemen of minister worden of de assemblee verlaten.